# Mario Prišć
Mario Prišć (* 18. Februar 1974 in Našice) ist ein ehemaliger kroatischer Fußballspieler.

## Karriere
Der defensive Mittelfeldspieler begann seine Karriere in der Jugend von NK NAŠK Našice und NK Croatia Đakovo. Nach ansprechenden Leistungen wechselte er 2007 zum kroatischen Traditionsverein NK Osijek. Nachdem er sich dort als Stammspieler etabliert und 1999 sogar den kroatischen Pokal gewonnen hatte, schaffte er den Sprung ins Ausland und wechselte 2001 zum österreichischen Rekordmeister Rapid Wien. Der Kroate etablierte sich unter Trainer Lothar Matthäus zum Stammspieler und bestritt in seiner ersten Saison auch 4 Europacupspiele. Obwohl Matthäus aufgrund von Erfolglosigkeit im Sommer 2002 durch Josef Hickersberger ersetzt wurde, konnte Mario Prišć seinen Stammplatz verteidigen. Nach drei Saisonen bei den Hütteldorfern wechselte er nach der Saison 2003/04 zurück in seine Heimat zu HNK Rijeka. Dort gewann der Kroate weitere zweimal den kroatischen Cup und wechselte 2008 in den Amateurbereich. Erneut NK NAŠK Našice und später NK FEŠK Feričanci waren bis zum Karriereende im Sommer 2013 seine weiteren Stationen.

## Erfolge
Kroatischer Pokalsieger: 1999, 2005, 2006